# Криловка (Казахстан)
Крило́вка (каз. Крыловка) — село у складі Сарикольського району Костанайської області Казахстану. Входить до складу Сорочинського сільського округу.
Населення — 611 осіб (2021; 781 у 2009, 816 у 1999, 835 у 1989).